# Долина реки Киткуай
Доли́на реки́ Киткуа́й — государственный ботанический видоохранный памятник природы на территории Ловозерского района Мурманской области. Имеет научное значение.

## География
Расположен в центральной части Кольского полуострова в западной части Ловозерского района в юго-западной части горного массива Ловозерские тундры в 1,5 километрах к востоку от средней части озера Умбозеро в долине реки Киткуай от истоков до верхней границы елового леса. Кроме самой долины шириной от 50 до 200 метров памятник включает в себя часть западного склона горы Киткнюн и небольшой разлом на юго-восточном склоне горы Куфтнюн.
Адрес памятника: Мурманская область, Ловозерский район, Кировское лесничество, Верхне-Умбское участковое лесничество, квартал 3, выдел 6.

## Описание
Памятник природы «Долина реки Киткуай» лежит на стыке поясов притундровых лесов и редкостойной тайги на лёгкосуглинистых почвах. Уникальность его заключается в нахождении здесь мест произрастания ряда редких, занесённых в Красную книгу Мурманской области растений. Основными объектами охраны являются: крипограмма курчавая (Cryptogramma crispa), горечавка снежная (Gentiana nivalis), для которой здесь проходит восточная граница ареала, тимьян субарктический (Thymus subarcticus) — южная граница ареала, камнеломка многолисточковая (Saxifraga foliolosa) — западная граница ареала и камнеломка ястребинколистная (Saxifraga hieracifolia).
Климат памятника континентальный, зимой наблюдаются резкие перепады температур. Годовая сумма осадков — 563 мм.

## Состояние
Статус памятника природы получен 24 декабря 1980 года решением № 537 исполкома Мурманского областного Совета народных депутатов. Ответственные за контроль и охрану памятника — Дирекция государственных особо охраняемых природных территорий регионального значения Мурманской области и Комитет природопользования и Экологии Мурманской области. На подохранной территории запрещены: рубка леса, любые производственные работы, устройство мест отдыха и любые действия, ведущие к загрязнению памятника природы.
Добраться до памятника относительно несложно, что делает его одним из наиболее перспективных для научно-познавательного экологического туризма. В полутора километрах к западу от него проходит автомобильная трасса Апатиты-Ревда, а от ближайшего населённого пункта — посёлка Пунча, расположенного всего в 3,5 километрах к северо-востоку, до памятника проходит грунтовая дорога. Ближайший крупный населённый пункт — посёлок городского типа Ревда, находится в 35 километрах к северу.

## Карты местности
- Лист карты Q-36-V,VI Ревда. Масштаб: 1 : 200 000. Указать дату выпуска/состояния местности.
- Лист карты Q-36-9,10. Масштаб: 1 : 100 000. Указать дату выпуска/состояния местности.